# Fra Damiano da Bergamo
 (juin 2024).
La mise en forme du texte ne suit pas les recommandations de Wikipédia : il faut le « wikifier ».
Les points d'amélioration suivants sont les cas les plus fréquents. Le détail des points à revoir est peut-être précisé sur la page de discussion.
- Les titres sont pré-formatés par le logiciel. Ils ne sont ni en capitales, ni en gras.
- Le texte ne doit pas être écrit en capitales (les noms de famille non plus), ni en gras, ni en italique, ni en « petit »…
- Le gras n'est utilisé que pour surligner le titre de l'article dans l'introduction, une seule fois.
- L'italique est rarement utilisé : mots en langue étrangère, titres d'œuvres, noms de bateaux, etc.
- Les citations ne sont pas en italique mais en corps de texte normal. Elles sont entourées par des guillemets français : « et ».
- Les listes à puces sont à éviter, des paragraphes rédigés étant largement préférés. Les tableaux sont à réserver à la présentation de données structurées (résultats, etc.).
- Les appels de note de bas de page (petits chiffres en exposant, introduits par l'outil «  Source ») sont à placer entre la fin de phrase et le point final[comme ça].
- Les liens internes (vers d'autres articles de Wikipédia) sont à choisir avec parcimonie. Créez des liens vers des articles approfondissant le sujet. Les termes génériques sans rapport avec le sujet sont à éviter, ainsi que les répétitions de liens vers un même terme.
- Les liens externes sont à placer uniquement dans une section « Liens externes », à la fin de l'article. Ces liens sont à choisir avec parcimonie suivant les règles définies. Si un lien sert de source à l'article, son insertion dans le texte est à faire par les notes de bas de page.
- La présentation des références doit suivre les conventions bibliographiques. Il est recommandé d'utiliser les modèles {{Ouvrage}}, {{Chapitre}}, {{Article}}, {{Lien web}} et/ou {{Bibliographie}}. Le mode d'édition visuel peut mettre en forme automatiquement les références.
- Insérer une infobox (cadre d'informations à droite) n'est pas obligatoire pour parachever la mise en page.

Pour une aide détaillée, merci de consulter Aide:Wikification.
Si vous pensez que ces points ont été résolus, vous pouvez retirer ce bandeau et améliorer la mise en forme d'un autre article.
Damiano di Antoniolo Zambelli dit Fra Damiano da Bergamo, né vers 1480 à Bergame et mort en 1549 à Bologne, est un marqueteur (intarsiatore) et frère dominicain italien.

## Biographie
Sa famille est originaire d'Endenna, dans la vallée Brembana près de Bergame, alors sous domination de la république de Venise. Comme son frère Stefano, il semble s'intéresser très tôt au travail du bois et plus largement à la menuiserie.

### Frère convers au couvent Santo Stefano de Bergame
Vers 1500, Zambelli entre comme frère convers au couvent Santo Stefano de Bergame, couvent dominicain affilié à la Congrégation observante de Lombardie.
Présentant des dispositions artistiques, il est envoyé effectuer un apprentissage à l'atelier de menuiserie de l'abbaye olivétaine de Sant'Elena in Isola à Venise auprès de Sebastiano da Rovigno, accompagné de Fra Giovanni da Verona. C'est auprès de son maître qu'il apprend la technique des bois teintés et bouillis : cette technique difficile, relatée par Giorgio Vasari, fut le point de départ d'une école vénitienne de la marqueterie et l'une de ses caractéristiques. Elle avait été inventée par les frères Lorenzo et Cnaozi da Lendinara puis inaugurée dans les stalles disparues du chœur de la basilique Saint- Antoine de Padoue.
Sa première oeuvre fut l'exécution de tableaux marquetés pour le choeur de l'église conventuelle Santo Stefano, détruite en 1561 lors des travaux de fortification de la ville ordonnés par les autorités vénitiennes. En 1647, 31 panneaux provenant de l'ancienne église ont été déplacés et installés dans la nouvelle église Santi Bartolomeo e Stefano.
Dès les années 1510-1520, Fra Damiano est passé maître de son art et dirige un atelier dans lequel il enseigne à des élèves : en 1520, il est dit «instructus in arte carpentariae et tarsiae». Certains d'entre eux devinrent l'un de ses dignes successeurs, notamment Giovan Francesco Capoferri, auteur des panneaux marquetés du choeur de la basilique Santa Maria Maggiore de Bergame. Zambelli et ses élèves réalisent des compositions marquetées à partir de cartons d'architectes ou de peintres, comme Jacopo Barrozzi da Vignola et Lorenzo Lotto.

## Œuvres
- Stalles de l'église Santi Bartolomeo e Stefano de Bergame
- Stalles de la basilique San Domenico de Bologne (1528-1530)
- Tableau d'autel et panneaux marquetés de la chapelle du château de la Bâtie d'Urfé (1548), exécutés pour Claude d'Urfé, ambassadeur auprès du concile de Trente (1546-1548). Conservés depuis 1942 et exposés depuis 1968 au Metropolitan Museum of Art (New-York)[6].